# 外国企業
外国企業（がいこくきぎょう、外商独资企业)、また完全外資企業、外資企業とは、中華人民共和国における常用的な企業形態の1つであり、海外の国々が中国に進出するとき、完全な自己資本を維持してきた企業のこと。

## 解説
外国企業に所属された企業は、海外からの資本金はすべて外国人の投資家に握り、彼らの嗜好を従って中国で投資行為を実行あする。しかし、外国企業が中国での「支店」やその「附属的な店舗」は含まれず、外国企業は「法人企業」または「承認された非法人企業」だけを操縦でき、それ以外は中国政府に任せる。外国企業が中国政府に15％の利益を献上しなければならないので、この利益の転譲をしたくない場合、中国でのビジネス活動が禁止されることが高い。もし転譲を認めた場合、外国企業は必ず「引受資本制度」を採用しており、出資は分割払いで、3年以内に全額を支払い、そのうちの初回出資額は引受資本の15％を下回ってはいけない。
2020年1月1日、新たに施行された『中華人民共和国外商投資法』により、「完全外資企業」およびすべての「外国企業」は廃止された。習近平政権は、中国に位置する外商投資企業に全部国家の支配下に統合し、外国企業は中国の国営企業を支える方針に変更した。